# 가미키사이치촌
가미키사이치촌(上私都村)은 돗토리현에 있던 촌이다. 1896년 3월 31일까지 핫토군에 속해있었다.